# Evropská jižní observatoř
Evropská jižní observatoř (European Organisation for Astronomical Research in the Southern Hemisphere – ESO) je společná astronomická organizace evropských států. Provozuje několik pozemních astronomických observatoří umístěných ve vysokých nadmořských výškách v Jižní Americe v Chile. Jejím současným ředitelem je Xavier Barcons.
Členy Evropské jižní observatoře je většina vyspělých evropských zemí. Od roku 2007 je jím i Česká republika.

## Historie
Evropskou jižní observatoř založily v 50. letech 20. století Německo, Francie, Nizozemsko, Belgie a Švédsko. Cílem projektu je umožnit evropským vědcům pozorování vesmíru z jižní polokoule v co nejlepších klimatických podmínkách (výhodou observatoře v jižních zeměpisných šířkách je například možnost pozorování středu Mléčné dráhy). Původně bylo vybíráno více lokalit, mj. i Jihoafrická republika, nakonec bylo vybráno místo v Chile, v poušti Atacama. První observatoř vyrostla na hoře La Sila v jižní části pouště, další – Observatoř Paranal a Observatoř Chajnantor – pak v severní části.
Počet členských zemí ESO se postupně zvýšil na šestnáct (15 evropských zemí a Chile se zvláštním statusem). V roce 2011 podepsala smlouvu s ESO i Brazílie, ale činnosti se neúčastnila a smlouvu nakonec neratifikovala. Naopak smlouvu podepsalo Irsko a 28. září 2018 se stalo plnoprávným členem.
Podle smlouvy platné od 1. ledna 2007 se v pořadí 13. členem stala i Česká republika. Na provoz observatoře přispívá 1,02 % celkového rozpočtu, který v roce 2017 činil 198 milionů eur.

## Charakteristika
Evropská jižní observatoř zaměstnává okolo 730 pracovníků. Její ústředí sídlí v Garchingu u Mnichova (společně s centrálou ESA pro využití vesmírného teleskopu HST).

Členské státy ESO

V Chile má ESO kancelář v Santiagu de Chile, tzv. ESO Vitacura office, která je centrem především administrativním. V Santiagu se nachází i ESO Guesthouse, přechodné ubytování pro astronomy, kteří se osobně účastní vlastních pozorování, nebo pro jiné návštěvy.
Malé administrativní centrum je umístěno i v Antofagastě. Další ubytovací a servisní centra jsou na jednotlivých observatořích.

## Organizace výzkumné činnosti
V ESO je praktikován velmi efektivní způsob práce spočívající v tom, že kdokoliv z jakékoliv země světa může předložit svůj návrh komisi složené ze zástupců členských států. Pokud ho komise vybere, buď půjde koordinovat své pozorování přímo na observatoř, nebo bude pozorování probíhat v tzv. servisním módu, kdy astronom pouze předloží své požadavky a astronomové na observatořích je splní. Práce v ESO je velmi náročná, je třeba plnit velmi přísné výkonnostní limity a přestěhovat se na několik let do Chile není často jednoduché.
Evropská jižní observatoř se také stará o vzdělávání, od studentských stáží po soutěže jako Catch a Star! pro středoškoláky či výtvarné soutěže. ESO je také přínosem ekonomice členských států, neboť ty se podílejí na dodávkách náročných konstrukcí dalekohledů. Žádný stát s výjimkou Chile (10 % pozorovacího času na VLT) nemá zaručený pozorovací čas; záleží na aktivitě národních astronomů a kvalitě jejich projektů.
ESO je velmi nákladná organizace, v mnoha členských státech proto dochází k rušení místních méně výkonných observatoří a přesouvání peněz do ESO. Probíhající projekty jako ELT (Extremely Large Telescope) s průměrem primárního zrcadla 39 m budou však velkým přínosem světové astronomii a patří k nejnadějnějším.

## Členské státy

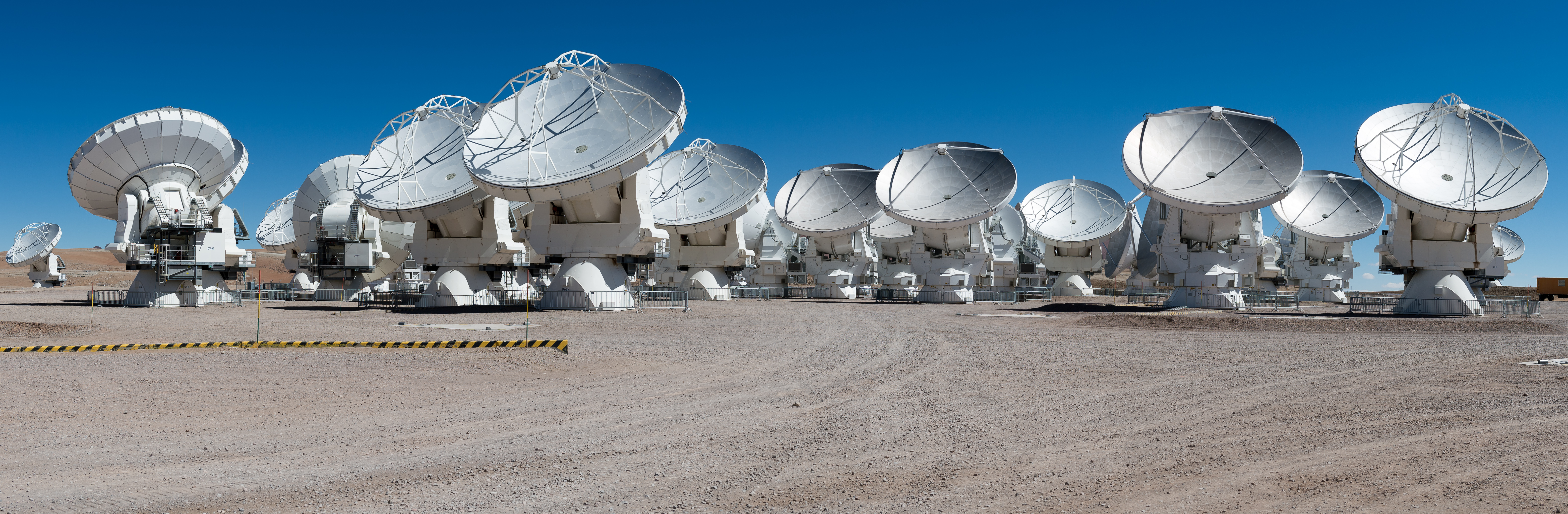
Radioteleskopy ze sítě ALMA na observatoři Chajnantor

| - Belgie - Česko - Dánsko - Finsko - Francie - Irsko - Itálie - Německo | - Nizozemsko - Polsko - Portugalsko - Rakousko - Spojené království - Španělsko - Švédsko - Švýcarsko |

### Historie
Evropskou jižní observatoř založily v roce 1962 Německo, Francie, Belgie, Nizozemsko a Švédsko (členy se formálně staly v roce 1964). V roce 1967 se připojilo Dánsko, v roce 1981 Švýcarsko a o rok později Itálie. Další rozšiřování pokračovalo až v 21. století: v roce 2000 se připojilo Portugalsko, v roce 2002 Spojené království, v roce 2004 Finsko a v roce 2006 Španělsko. V roce 2007 se jako 13. člen k ESO připojila Česká republika a stala se tak první členskou zemí z bývalého východního bloku. Rok po ní se přidalo Rakousko, v roce 2014 Polsko a v roce 2018 Irsko.
V roce 2017 uzavřela s ESO strategické partnerství Austrálie. Tato dohoda umožní australským astronomům podílet se na veškerých aktivitách vztahujících se k činnosti observatoří La Silla a Paranal.

## Observatoře

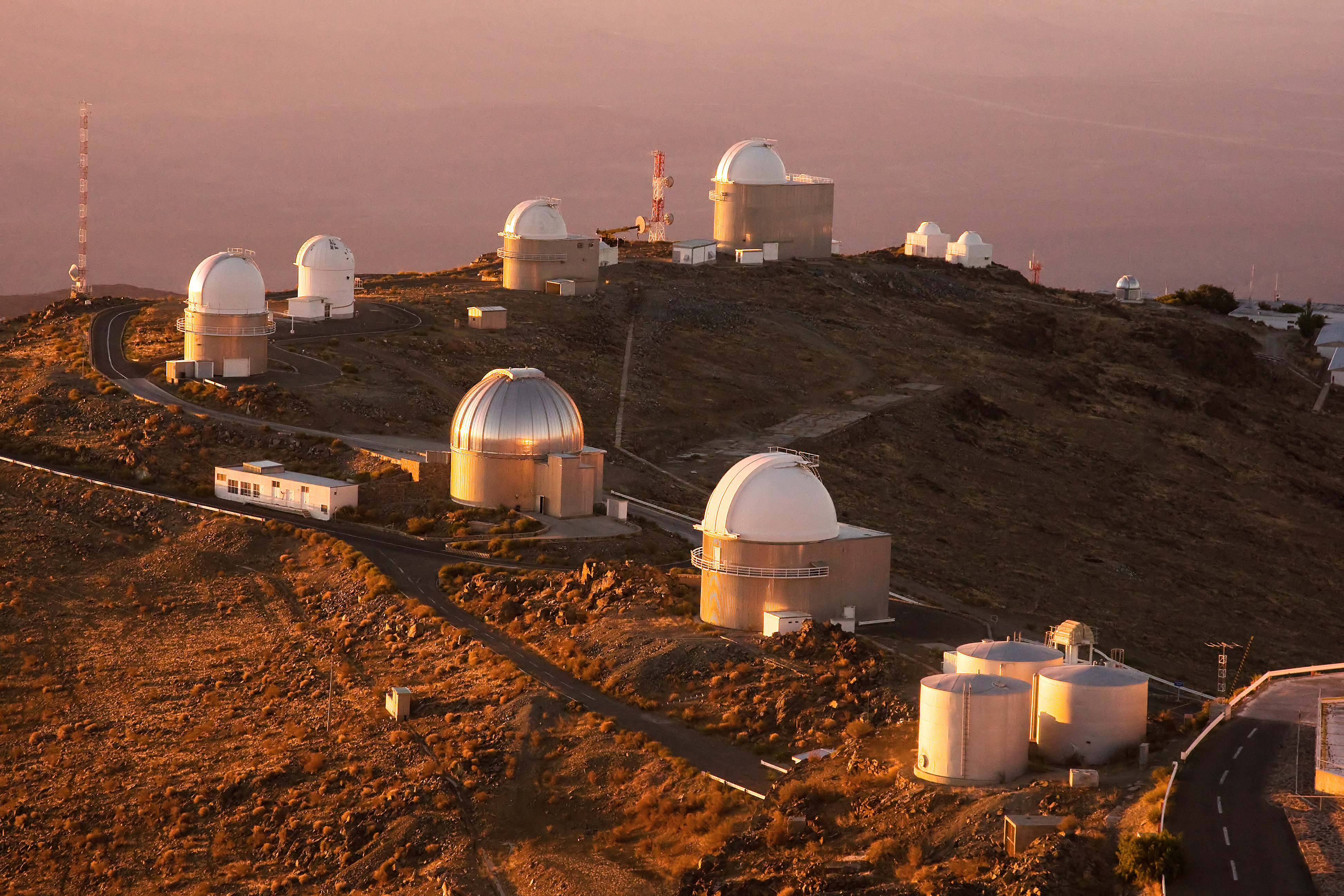
Prstenec dalekohledů na observatoři La Sila

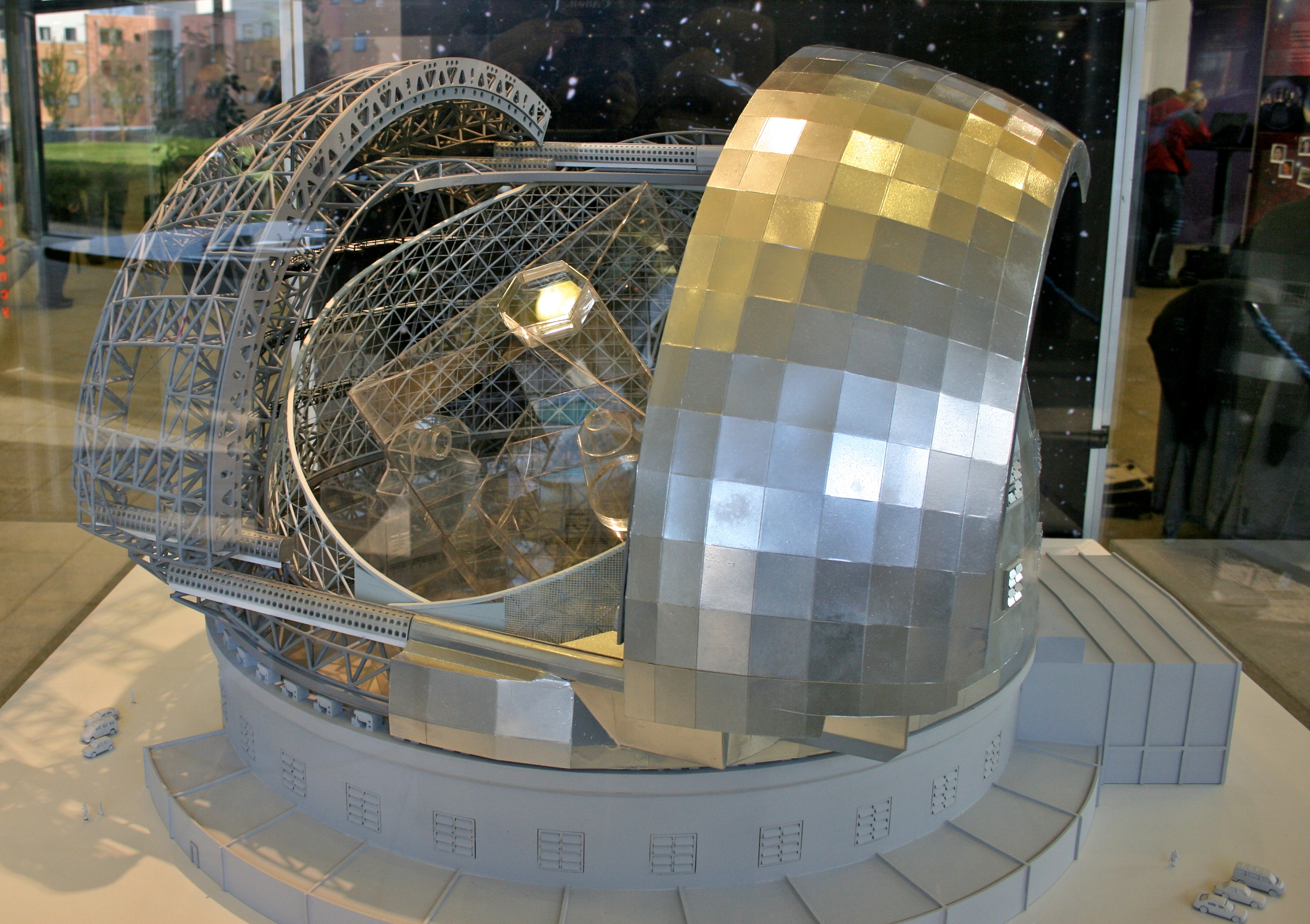
Model největšího připravovaného dalekohledu na světě – ELT

### Paranal
Koncem 80. let bylo rozhodnuto postavit tzv. Very Large Telescope (VLT) se čtyřmi dalekohledy UT (Antu, Kueyen, Melipal, Yepun) vybavenými zrcadly o průměru 8,2 metru. Na observatoři Paranal jsou tak dalekohledy AT s průměrem hl. zrcadla 1,8 m, které doplňují UT pro pozorování VLTI (VLT interferometrem). Dále je zde britský dalekohled VISTA a několik menších přístrojů.
1. dubna 1999 prošlo dalekohledem Antu první světlo. Paranal stojí na stejnojmenné hoře v poušti Atacama, daleko od jakéhokoliv světelného znečištění (nejbližší město Antofagasta je vzdáleno více než 100 km).
Na hoře Cerro Armazones, vzdálené 22 km západně, staví Evropská jižní observatoř Extrémně velký dalekohled (ELT) – největší připravovovaný dalekohled na světě o průměru zrcadla 39 m. Tento dalekohled bude částečně využívat zázemí na observatoři Paranal.

### Chajnantor
Na observatoři Chajnantor, která se nachází ve výšce 5 062 m nad mořem v poušti Atacama, se nachází radioteleskop APEX (Atacama Pathfinder EXperiment) a především síť radioteleskopů ALMA (Atacama Large Millimeter/submillimeter Array), na nichž ESO spolupracuje i s dalšími státy.

### La Silla
La Sila observatory byla uvedena do provozu v 70. letech. Nachází se ve výšce 2 400 m nad mořem v jižní části pouště Atacama v Chile. Na observatoři je 18 dalekohledů, z toho 9 patří ESO. Některé dalekohledy již nejsou v provozu, a proto observatoř dnes již není vzhledem k vysokým nákladům velkým přínosem. Na této observatoři je mnoho dalekohledů, které si postavily jednotlivé členské země – v současné době však ESO jde u velkých přístrojů hlavně směrem společných projektů.
Jedním ze stále ještě používaných dalekohledů je i NTT, na němž byla použita technologie adaptivní optiky, později využitá i pro VLT. nejnovějším zařízením je v r. 2017 zprovozněná MASCARA (Multi-site All-Sky CAmeRA) pro detekci extrasolárních planet.

## Odkazy

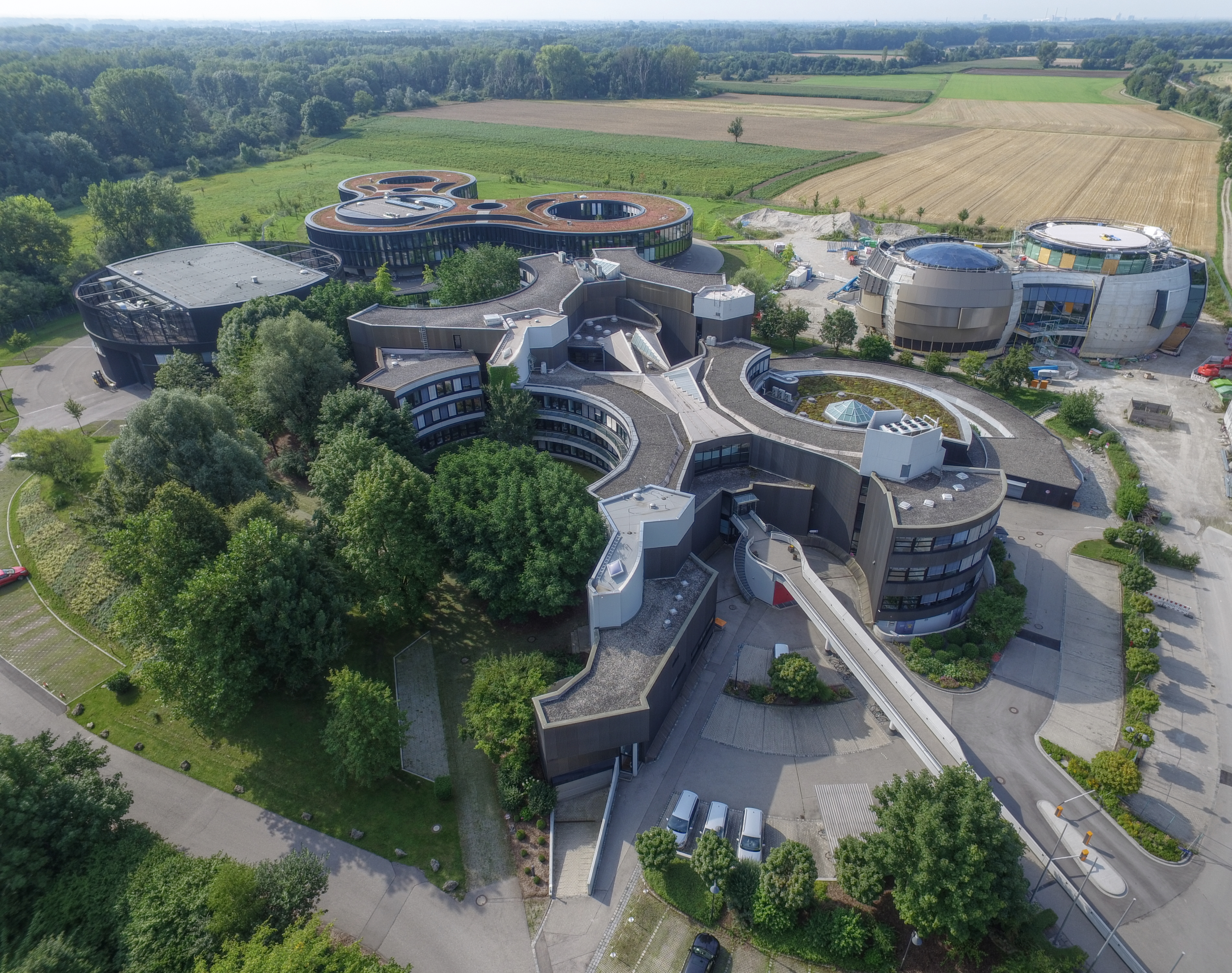
Centrála ESO v Garchingu u Mnichova